# Carcuma Conservation Park
Carcuma Conservation Park är en park i Australien. Den ligger i delstaten South Australia, omkring 150 kilometer sydost om delstatshuvudstaden Adelaide. Carcuma Conservation Park ligger 51 meter över havet.
Trakten runt Carcuma Conservation Park är nära nog obefolkad, med mindre än två invånare per kvadratkilometer.. Det finns inga samhällen i närheten. 
Omgivningarna runt Carcuma Conservation Park är i huvudsak ett öppet busklandskap. Genomsnittlig årsnederbörd är 477 millimeter. Den regnigaste månaden är juni, med i genomsnitt 76 mm nederbörd, och den torraste är december, med 11 mm nederbörd.